# Couleur de l'océan
Pour La couleur de l'eau de manière générale, voir couleur de l'eau.

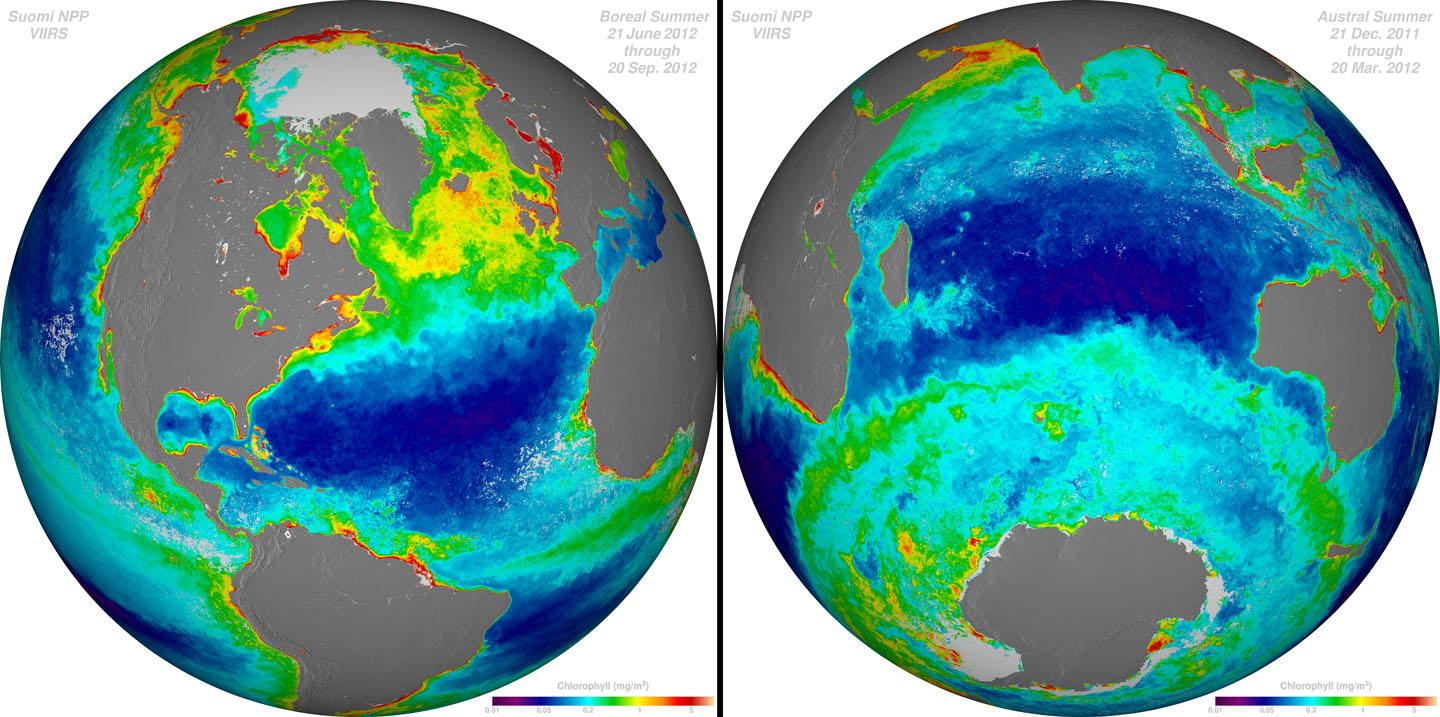
Carte de la couleur des océans cumulant sur une année les mesures de concentration de phytoplancton : faible lorsque la couleur est bleue ou pourpre et élevée lorsque cette couleur est rouge ou orange. Cette carte a été réalisée à partir des mesures effectuées par l'instrument VIIRS du satellite Suomi NPP.

La couleur de l'océan  est une des caractéristiques des eaux des océans qui est mesurée de manière quotidienne à l'échelle de la planète par des instruments embarqués sur des satellites artificiels circulant généralement sur une orbite basse. Ce terme est utilisé pour désigner plus spécifiquement la luminance spectrale de la lumière réfléchie par les couches superficielles (jusqu'à quelques dizaines de mètres de profondeur) des océans. Cette couleur (longueur d'onde) fournit des informations sur la densité et les caractéristiques des corps en suspension ou dissous dans l'eau. S'ils sont peu présents  l'eau est bleue mais elle devient verte lorsque les organismes marins  de très petite taille, le phytoplancton, abonde du fait de la présence de chlorophylle. Elle prend une couleur jaune à marron lorsque les eaux sont chargées en sédiments marins déversés par les fleuves. Cette caractéristique permet de quantifier de manière indirecte la richesse halieutique, le cycle du carbone océanique et le degré de pollution marine.

## Importance de la couleur de l'océan
En fournissant les caractéristiques, la répartition et les fluctuations spatio-temporelles du phytoplancton la couleur de l'océan présente un grand intérêt à trois titres. Le phytoplancton constitue le début de la chaine alimentaire océanique. La quantité de poissons présents dépend directement de sa concentration. Le phytoplancton joue également un rôle central dans le cycle du carbone océanique en constituant une pompe biologique : il absorbe le dioxyde de carbone présent dans l'océan. Il constitue à ce titre un puits de carbone qui contribue à réduire la quantité de  gaz à effet de serre présent dans l'atmosphère. La compréhension et la quantification de ce processus dans le contexte du changement climatique constitue un objet de recherche particulièrement important pour la définition du modèle climatique. Enfin la densité du phytoplancton est un indicateur permettant de mesurer la pollution marine.

## Méthode de mesure de la couleur de l'océan
Les instruments de mesure de type radiomètre embarqués à bord de satellites d'observation de la Terre  sont particulièrement bien adaptés  pour collecter à l'échelle de la planète la couleur des océans. Le premier instrument destiné à effectuer ce type de mesure était CZCS embarqué à bord du satellite météorologique Nimbus 7 de la NASA qui a été placé en orbite en 1979. Depuis cette date de nombreux instruments ont été lancés dans l'espace et permettent d'effectuer des mesures avec une périodicité quotidienne.

## Missions spatiales emportant un instrument de mesure de la couleur de l'océan
Courant 2024 19 satellites d'observation de la Terre emportant des instruments destinés à mesurer la couleur de l'océan ont été placés en orbite. La majorité d'entre eux sont toujours opérationnels en 2024. Tout sauf un circulent sur une orbite basse. Certains d'entre eux, comme PACE, sont entièrement dédiés à la mesure de la couleur de l'océan.
| Satellite         | Agence spatiale | Instrument   | Date début (date fin) | Bandes spectrales                                             | Résolution spatiale                        | Autre spécification                                                |
| ----------------- | --------------- | ------------ | --------------------- | ------------------------------------------------------------- | ------------------------------------------ | ------------------------------------------------------------------ |
| Landsat-8 et 9    | NASA et USGS    | OLI et OLI-2 | 2013 et 2020          | 4 bandes en visible                                           | 30 mètres                                  | couverture globale en 16 jours                                     |
| Sentinel-2 A et B | ESA             | MSI          | 2015 et 2017          | 4 bandes en visible                                           | 10 mètres                                  | couverture globale en 10 jours 5 jours pour la constellation       |
| EnMAP             | DLR             | EnMAP        | 2017                  | > 250 bandes spectrales en visible et infrarouge              | 30 mètres                                  | couverture globale en 4 jours                                      |
| Geo-Kompsat 2B    | KARI            | GOCI-II      | 2019                  | 1 bande ultraviolet, 8 bandes en visible                      | 1 km en global, 250 mètres localement      | satellite géostationnaire stationné au dessus de l'Asie du Sud-Est |
| Nimbus-7          | NASA            | CZCS         | 1978 (1986)           | 5 bandes en visible                                           | 1000 mètres                                | couverture régionale                                               |
| ADEOS             | NASDA           | OCTS         | 1996 (1997)           | 8 bandes en visible                                           | 1000 mètres                                | couverture globale en 3 jours                                      |
| Orbview-2         | NASA/Orbital    | SeaWiFS      | 1997 (2010)           | 8 bandes en visible                                           | 1000 mètres                                | couverture globale en                                              |
| Terra et Aqua     | NASA            | MODIS        | 1999, 2002            | 9 bandes en visible                                           | 1000 mètres                                | couverture globale en                                              |
| Envisat           | ESA             | MERIS        | 2002 (2012)           | 8 bandes en visible                                           | 350 mètres en local 1000 mètres en global  | couverture globale en 3 jours                                      |
| Suomi NPP, JPSS-1 | NOAA/NASA       | VIIRS        | 2012, 2017            | 5 bandes en visible                                           | 750 mètres                                 | couverture globale en 2 jours                                      |
| Sentinel 3A, 3B   | ESA             | OLCI         | 2016, 2018            | 8 bandes en visible                                           | eaux côtières 350 mètres océan 1000 mètres | couverture globale en 4 jours 2 jours pour la constellation        |
| Oceansat-3        | ISRO            | OCM-3        | 2018                  | 8 bandes en visible                                           | 360 mètres                                 | couverture globale en 2 jours                                      |
| GCOM-C            | JAXA            | SGLI         | 2018                  | 6 bandes en visible et une en ultraviolet                     | eaux côtières 250 mètres océan 1000 mètres | couverture globale en jours, 2 bandes spectrales polarisées        |
| PACE              | NASA            | OCI          | 2024                  | > 100 bandes spectrales de l'ultraviolet au proche infrarouge | 1000 mètres                                | couverture globale en 2 jours                                      |

### Sources
- Claire Pottier, Combinaison multi-capteurs de données de couleur de l’eau : application en océanographie opérationnelle, HAL Open Science, 2006, 329 p. (lire en ligne)  — Thèse sur les applications des mesures de la couleur de l'eau.